# Jamie Ball
James (Jamie) Ball (Pretoria, 1 september 1979) is een Zuid-Afrikaans voormalig wielrenner.
Ball debuteerde in 2001 bij Team IBM-Lotus Development maar brak pas door nadat hij in 2003 de overstap maakte naar de wielerploeg van HSBC. In 2005 won hij voor HSBC drie etappes in de Ronde van Egypte. In 2008 stapte Ball over naar House of Paint.
In 2009 werd hij in Oudtshoorn het nationaal kampioen op de weg. Datzelfde jaar werd hij tweede in het eindklassement van de UCI Africa Tour, achter Dan Craven.

## Overwinningen
2005
3e, 5e en 7e etappe Ronde van Egypte
2009
3e etappe Ronde van Gabon
Bergklassement Ronde van Gabon
 Zuid-Afrikaans kampioen op de weg, Elite
2010
3e etappe Ronde van de Filipijnen

## Ploegen
- 2001 –  Team IBM-Lotus Development
- 2003 –  Team HBSC
- 2004 –  Team HBSC
- 2008 –  House of Paint
- 2009 –  House of Paint

Bakke · Ball · Baxter · Brown · Edwards · Funnell · Kachelhoffer · Pepper